# 三国志 (吉川英治)
『三国志』（さんごくし、連載中の原題:三國志）は、日本の大衆小説作家吉川英治による歴史小説。
新聞連載小説として、戦時中の1939年から1943年までほぼ4年間連載され、単行本も多くの版で刊行され、絶大な人気を博している。基本的なストーリーラインは中国明代の羅貫中『三国志演義』に沿いつつ、特に人物描写は日本人向けに大胆にアレンジし、今日までの日本における三国志関連作品へ多大な影響を及ぼした。

## 作品の背景

### 少年期からの憧憬
吉川英治は少年の頃、久保天随訳の『演義三国志』を愛読し、深夜まで読みふけるあまり、度々父に「早く寝ろ」と叱られたことがあったという。昭和2年（1927年）には報知新聞に連載小説『江戸三国志』を執筆。内容的には三国志とは全く関係ないが、あえて題名に「三国志」をつけており、作者の愛着が判る。

### 従軍記者・吉川英治
幼少時から三国志好きであった吉川英治にとって、自ら三国志ものを執筆する契機となったのは昭和12年（1937年）7月に勃発した日中戦争（支那事変）である。開戦翌月に吉川は東京日日新聞（現・毎日新聞）の特派員として天津・北京などを歴訪した。帰国後離婚・再婚を挟み、翌年には再び「ペンの部隊」として中支那派遣軍に従軍し、長江を溯り、漢口作戦に従うなど、再度中国大陸各地を旅歩いた。このときに大陸の巨大な風土と悠久の歴史の流れに胸を打たれた吉川は、三国志執筆への意欲をかき立てられていく。これらの体験は、本文冒頭の黄河の流れの描写などにも生かされている。
なお吉川英治は、原典である『三国志演義』のみを原作に執筆したのではなく湖南文山の『通俗三国志』を元に執筆していると思われる。『通俗三国志』も今日知られている原典の『三国志演義』ではなく、それよりも古い形態である所謂"李卓吾評本系"を底本としたと考えられており、原典にはないエピソードの中には、今日流布する原典では削除された古い形態の流れを汲むもの（吉川の創作ではない部分）も存在している。

## 連載形態
三国志は、新聞連載小説として中外商業新報（現・日本経済新聞）などで昭和14年（1939年）8月26日付にスタートした。連載中、太平洋戦争（大東亜戦争）が勃発したが、連載は続けられ、吉川は連載中の昭和17年（1942年）には三度目の訪中で華南地方を旅行している。昭和18年（1943年）9月5日付で連載が終了した。

## 全体の構成
小説全体は、以下の10巻で構成。
1.桃園の巻
劉備・関羽・張飛三人の出会いから、曹操による董卓暗殺未遂まで。『演義』の第1回から第4回にあたる。
2.群星の巻
曹操の逃亡から、李傕・郭汜による朝政壟断まで。『演義』での第4回から第10回程度にあたる。
3.草莽の巻
献帝の長安脱出から、下邳の戦いまで。『演義』ではだいたい第10回から第19回に相当する。
4.臣道の巻
呂布の滅亡から、関羽が曹操の下を辞するまで。『演義』でいう第19回から第26回にあたる。
5.孔明の巻
関羽千里行から、三顧の礼・隆中策まで。『演義』では第27回から第37回あたりまでの展開となる。
6.赤壁の巻
孔明出蘆から、東南の風を祈るまで。『演義』での第38回から第49回あたりに相当。
7.望蜀の巻
赤壁の戦いから、孫夫人が呉に戻るまで。『演義』での第49回から第61回にあたる。
8.図南の巻
曹操が魏公に昇ってから、関羽が樊城で于禁らを捕らえるまで。『演義』での第61回から第74回にあたる。
9.出師の巻
華佗の関羽治療から、孔明の第一次北伐出陣まで。『演義』では第75回から第91回あたりとなる。
10.五丈原の巻
第一次北伐から、孔明死後の魏延謀叛まで。『演義』では第91回から第105回にあたる。

## 単行本
吉川『三国志』は連載中より単行本が出版され、複数の版元で刊行され続けている。初刊は昭和15年（1940年）より、大日本雄弁会講談社（現・講談社）で出版。昭和31年（1956年）に、弟・吉川晋が勤めていた六興出版から10巻本が出版。没後50年経ち、著作権が切れてから様々な版元から刊行されている。

### 講談社版
講談社では『吉川英治全集』全4巻（新版・昭和54年（1979年））ほか様々な版で再刊された。文庫本は、昭和50年（1975年）に「吉川英治文庫　78巻～85巻」が、1980-81年に講談社文庫全8巻が刊行、通勤・通学途中など手軽に読まれ、多数重版された。
1989年（平成元年）に、リニューアル版「吉川英治歴史時代文庫　33巻～40巻」が刊行された。この歴史時代文庫版では用語の解説が挿入された。以上の文庫版は全8巻立てのため、上掲の巻の区切りが各巻の中途で切れている。
2008年（平成20年）に、映画『レッドクリフ』の公開にあわせ、講談社文庫・新装版全5巻が出版。従来約2巻分が1巻に改版、中途での区切りはなくなり、本篇のみで「序」と「篇外余録」は削除されている。

### 六興出版版
六興出版も昭和31年の初版以降、様々な形で出版されたが、すべて巻の構成にあわせ全10巻である。また新聞連載時の雰囲気を伝えるため上下2分割に組割りされており、解説・用語説明などはない。昭和50年代の新装版以降、各巻の背表紙に生頼範義による武将イラストが描かれ、荘重な装丁になっている。最終版は平成2年（1990年）に刊行された新装決定版（同社は平成4年（1992年）に倒産）。現在は1万年堂出版で刊行されている。

### 新潮文庫版
新潮文庫版も巻の構成通り全10巻、2013年2月より9月にかけ刊行。註解と武器などの解説イラストを挿入している。全巻に渡邉義浩解説と物語地図・年表。表紙イラストは長野剛が担当。2014年2月に文庫別巻で、渡邉義浩『三国志ナビ』が刊行。

## 作品の特徴

### 吉川流の味付け
吉川は「序」で
と記しており、原作や訳書にこだわらずに、吉川英治流の味付けで日本人向けに物語を描くことを宣言している。
『演義』冒頭第1回の劉備・関羽・張飛三人による桃園の誓いも、原作ではあっさりと三人が意気投合してすぐさま義兄弟となるのに対し、悩む青年劉備と黄巾賊にさらわれた美女鴻芙蓉との恋心、怪力の兵卒張飛、学童師匠の関羽と劉備の賢母との交流など、大胆な改編を行って三兄弟の人物造形を読者に強烈に印象づけている。実際に三人が義兄弟の盟を結ぶのは、第1巻が半分ほど過ぎてからである。冒頭の三兄弟に関しては完全に吉川独自の物語となっている。
また、それまでは悪者として捉えられていた曹操を人間的な魅力を増して描き、単なる敵役ではない人物としての存在感を与えた。本作における曹操は、関羽や趙雲など優れた才を持つ武将を思慕し、痛烈な敗戦に焦慮する一方、詩情鮮やかに賦を詠む、実に豊かな人間性を持った人物として描かれている。篇外余録で吉川は「曹操は詩人、孔明は文豪」との評を下している。中国に較べ、日本に曹操ファンが多いのも本作の影響が大きい。
一方、原作の『演義』にしばしば現れる妖術・魔術などの超人的な描写は排除している。黄巾軍の張宝が使う妖術は地形や天候によるものだと劉備に説明させ、孫策の晩年を脅かした于吉仙人や曹操を悩ませた左慈などは幻覚のもたらす錯覚として描く。麒麟や鳳凰出現などの瑞兆も「遠い地方に現れたのではなく、これら重臣たちの額と額の間から出たものらしく思われる」と片付けている。三国志最大の見せ場となる赤壁の戦いの重要なキーワードとなる「東南の風」も、原作では孔明が道士服を着て祈ることで吹くことになっているが、本作では毎年この季節に1,2日だけ吹く貿易風の存在を孔明が予測していたとしている。
また劉安が自分の妻を殺して、劉備に肉を提供したエピソードなど日本人の感情では理解しづらいと考えた箇所については、物語中に「読者へ」と語りかける欄を設け、「削除しようとも考えたが、あえて彼我の民情の相違を読み知ることができ、日本における鉢木の佐野源左衛門と最明寺時頼のエピソードと同様である」と読者に直接解説している。
なお『演義』は全120回で、魏・呉・蜀三国が晋に統一されるまでを描くが、諸葛孔明を後半最大の主人公と位置づけた吉川は、孔明の死（第104回）以後の物語は甚だ興趣に劣るために省略し、後書きともいえる篇外余録でわずかにあらすじをなぞるのみとし、最後は三国は、晋一国となった、と締められる。
張郃が作品中3度も戦死していたり、士孫瑞の名を誤って「孫瑞」、路昭を「露昭」と表記するなどの間違いも散見される。また夏侯惇の読み仮名は「かこうじゅん」と振られているが、これは当時までの演義作品でも「じゅん」と読まれていた名残である。
吉川の伝記を書いた尾崎秀樹は「吉川『三国志』はあらたな日本版の『演義』でもある」と評している。

### 篇外余録：吉川自身による解説
諸葛亮の死で物語全体は終結するが、その後で作者自身による解説ともいうべき篇外余録が記されている。諸葛孔明への位置づけや日本人の孔明に対する思いを自由に綴った『諸葛菜』、孔明死後の動向をあらすじでまとめた『後蜀三十年』『魏から―晋まで』がある。
この中で吉川は「ひと口にいえば、三国志は曹操に始まって孔明に終わる二大英傑の成敗争奪の跡を叙したものというもさしつかえない」と喝破した。読者の中にはそれまで劉備・関羽・張飛らを主人公と考えていた者も多く、この指摘に面食らう向きもあったが、概ねこの吉川の主張は受け入れられている。

## 影響および派生作品
本作の影響力は非常に大きく、その後の作家が書く三国志小説も多かれ少なかれ、吉川作品を意識したものとなった。中国文学者の中には、吉川の『三国志』は変に日本人向けにアレンジした小説であると顔をしかめる向きもあったものの、その影響力および普及力は広く認められた。中国文学研究の泰斗吉川幸次郎は1962年に、『演義』ではなく正史『三国志』を元に「三国志実録」を発表、曹操の再評価をさらに高めていく。また1968年の柴田錬三郎による『柴錬三国志 英雄ここにあり』では、劉備に若い女性白芙蓉が従うなど吉川の影響が見られ、さらに本作よりも早く、諸葛亮が出師の表を上奏するまでで終了する（その後、柴田は続篇の『柴錬三国志 英雄生きるべきか死すべきか』で孔明死後の姜維中心の物語も書いている）。その後も正史『三国志』を元にした陳舜臣による『秘本三国志』（1977年）、北方謙三『三国志』（1996年）をはじめ、日本で刊行された三国志小説には諸葛孔明の死で物語を終焉するものが多い。
横山光輝による漫画『三国志』潮出版社・全60巻は本作を基調とした作品である。横山は中学生の時に学校の図書館で本作を読み感銘を受け、また弟が大学受験の頃に本作を読んで面白かったとつぶやいたのがヒントとなり、『三国志』の連載を始めたという。冒頭部の芙蓉姫のエピソードなども本作からそのまま採られており、全体として「吉川三国志」の漫画化といえる。単行判コミック第1巻は1974年に出版され、一時中断を挟みながらも1986年に全60巻が完結した。大人向けとして書かれた本作に対して、子供に『三国志』の世界を伝える役割を果たし、日本の三国志ブームを加速させた。光栄（現コーエーテクモゲームス）から発売されたコンピュータゲーム『三國志シリーズ』もブームに貢献したが、シリーズ2作目の『三國志II』（1989年発売）では「芙蓉姫」や「かこうじゅん」の読みなど、本作の影響が見られる。また1982年から2年間放送されたNHK『人形劇 三国志』はストーリー的には本作の影響は少ないが、やはり諸葛孔明の死をもって物語を終える構成となっている。